# Musée des fossiles de Tourtour

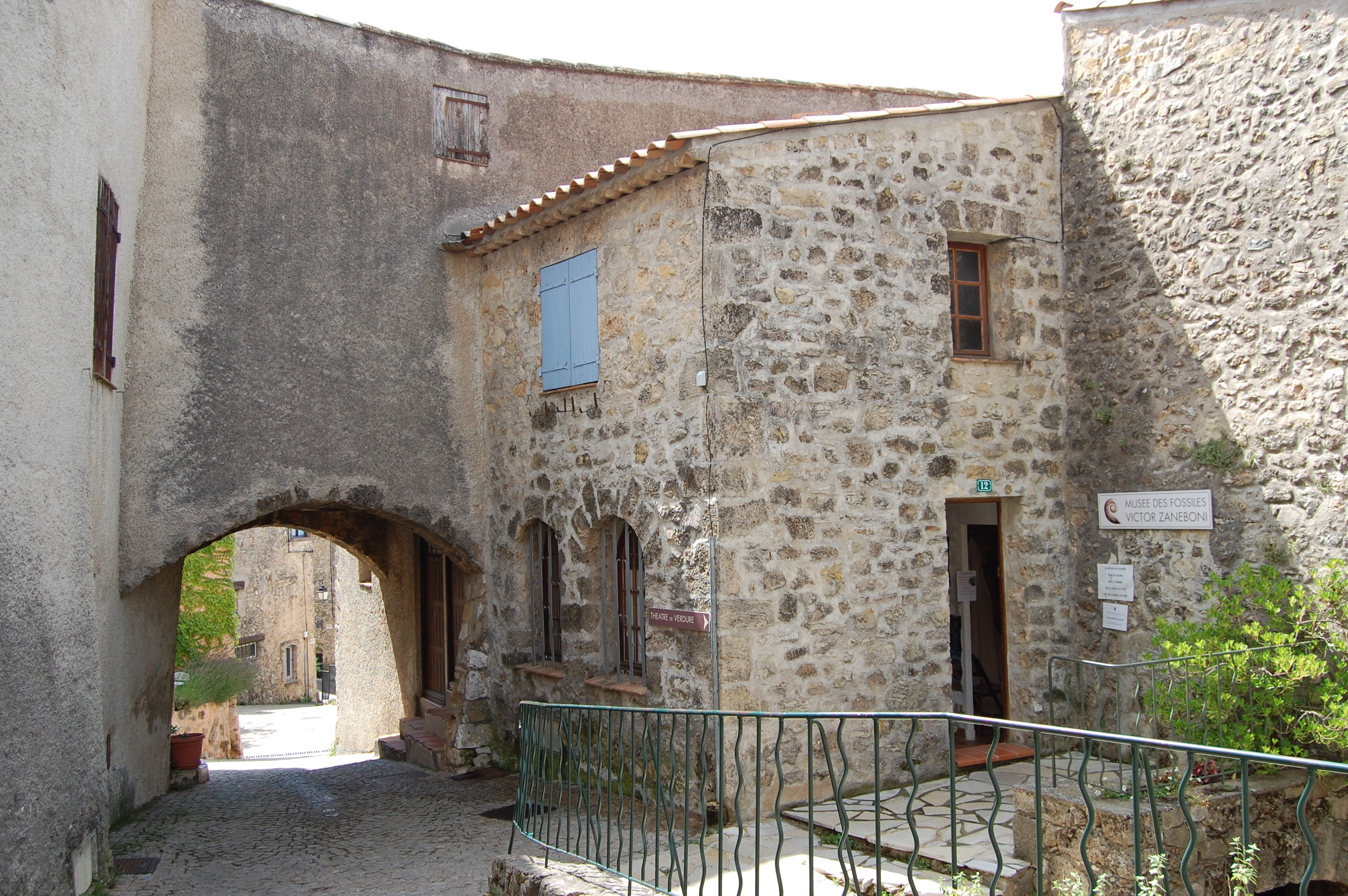
Accueil Musée des fossiles « Victor Zaneboni ».

Le musée des fossiles « Victor Zaneboni » de Tourtour est un établissement public municipal, dépendant de la commune de Tourtour. C'est un établissement recevant du public (ERP) dont les collections sont composées de plus de 1 000 objets et spécimens de roches et fossiles du haut-Var. Elles ont été en grande partie constituées puis léguées à la commune par l'érudit local Victor Zaneboni (1917-1999), et enrichies par la suite par d'autres apports et dons, et acquisitions.

## Présentation
On y trouve des ammonites (Ammonoidea), bélemnites (super-ordre Belemnoidea ), nautiles (Mollusques), échinodermes (Echinodermata), os et œufs de vertébrés (dinosaures non-aviens et aviens, mammifères tels le Bachitherium, un artiodactyle de Céreste, apparu à l'Oligocène).
Outre la partie présentée au public, l'établissement gère aussi des collections de référence scientifiques. Victor Zaneboni était charpentier de marine, mais, amateur éclairé, botaniste et paléontologue, il avait suivi des études dans ces domaines.
Le musée présente aussi les principaux domaines de l'histoire naturelle provençale et varoise, et organise des expositions temporaires,
La municipalité met à la disposition de l'établissement un médiateur culturel et le personnel municipal pour la sécurité et l'entretien.

## Missions
Les quatre missions du musée des fossiles « Victor Zaneboni » sont :
- l'acquisition, la conservation et l'animation des collections d'Histoire Naturelle de la commune de Tourtour ;
- la diffusion de la culture scientifique dans les spécialités propres à l'établissement : géologie et paléontologie ;
- l'assistance à la recherche sur le territoire départemental (milieux, géologie, paléontologie...).

Ces spécialités concernent les disciplines propres à l'établissement, à savoir :
- l'étude de la Terre et du monde minéral (géomorphologie, écologie, minéralogie… et disciplines dérivées) ;
- l'étude de l'évolution de la biodiversité et des paysages au cours du temps (Paléontologie et disciplines dérivées).

C'est donc un musée d'« histoire naturelle », expression dont le mot « histoire » renvoie à l'histoire paléogéographique, géomorphologique et de la vie sur le territoire, tandis que le mot « naturelle » renvoie à la biodiversité actuelle de ce territoire. Au XXIe siècle, l'« histoire naturelle » est plus que jamais d'actualité en tant qu'approche systémique pluridisciplinaire, englobant sans les opposer aussi bien l'homme que la nature, l'environnement que le développement, la préservation que la valorisation. La « culture scientifique naturaliste » est, au musée des fossiles « Victor Zaneboni », une part intégrante de la culture (voir EEDD).
Le musée collabore parfois avec le Muséum départemental du Var, référence départementale, et avec la société savante « Gulliver » basée aux Arcs, mais agissant à l'échelle départementale notamment pour coordonner la « Fête de la science » annuelle. L'établissement participe aussi aux « Journées nationales de l'archéologie », à la « Nuit des musées », aux « Journées du Patrimoine » et aux fêtes du village.